# Nati nel 1978/Maggio
| Questa pagina contiene informazioni ricavate automaticamente dalle voci biografiche con l'ausilio del template Bio e di un bot. L'aggiornamento è periodico e automatico e ricostruisce completamente la pagina. Se manca una persona in questa lista, sei pregato di non aggiungerla, ma accertati piuttosto che la sua voce biografica contenga il template Bio e che i dati anagrafici siano correttamente compilati. Se il template Bio manca, inseriscilo tu stesso o, in alternativa, metti l'avviso {{tmp\|Bio}} che ne segnala la mancanza. Se i dati riportati sono sbagliati, correggi direttamente la voce biografica; le modifiche saranno visibili in questa lista entro pochi giorni. Per chiarimenti vedi il progetto biografie. La lista contiene solo le 362 persone che sono citate nell'enciclopedia e per le quali è stato implementato correttamente il template Bio. Pagina aggiornata al 18 ago 2025. |

- 1º maggio - Mayis Azizyan, ex calciatore armeno
- 1º maggio - Andrea Bartoletti, ex pallavolista italiano
- 1º maggio - James Badge Dale, attore statunitense
- 1º maggio - Slavica Jocović, ex cestista jugoslava
- 1º maggio - John Linehan, ex cestista e allenatore di pallacanestro statunitense
- 1º maggio - Isaac Okoronkwo, ex calciatore nigeriano
- 1º maggio - Michael Russell, allenatore di tennis e ex tennista statunitense
- 1º maggio - Lorene Scafaria, sceneggiatrice, drammaturga e attrice statunitense
- 1º maggio - Isabelle Vitari, attrice, regista e sceneggiatrice francese
- 2 maggio - Intars Busulis, cantante lettone
- 2 maggio - Pedro Miguel Cardoso Monteiro, ex calciatore portoghese
- 2 maggio - Michela Cupido, ex calciatrice italiana
- 2 maggio - Rui Dolores, ex calciatore portoghese
- 2 maggio - Melvin Ely, ex cestista e allenatore di pallacanestro statunitense
- 2 maggio - Shinji Kawamura, pallavolista giapponese
- 2 maggio - Cristiano Pasca, conduttore televisivo, autore televisivo e attore italiano
- 2 maggio - Laura Schettino, attrice italiana
- 2 maggio - Giannīs Skopelitīs, ex calciatore greco
- 3 maggio - Christian Annan, calciatore ghanese
- 3 maggio - Paul Banks, cantante e chitarrista statunitense
- 3 maggio - Chen Dong, ex calciatore cinese
- 3 maggio - Franziska Giffey, politica tedesca
- 3 maggio - Paul Helcioiu, ex cestista rumeno
- 3 maggio - Beni Hofer, ex sciatore alpino e sciatore freestyle svizzero
- 3 maggio - Hideaki Kitajima, ex calciatore giapponese
- 3 maggio - Michail Kobalija, scacchista russo
- 3 maggio - Austin Leeds, disc jockey e produttore discografico statunitense
- 3 maggio - Loredana Lupo, politica italiana
- 3 maggio - Pedrinha, allenatore di calcio e ex calciatore portoghese
- 3 maggio - Miri Mesika, cantante, attrice e personaggio televisivo israeliana
- 3 maggio - Dai Tamesue, ex ostacolista giapponese
- 3 maggio - Lawrence Tynes, ex giocatore di football americano scozzese
- 4 maggio - Erin Andrews, giornalista statunitense
- 4 maggio - Igor Bišćan, allenatore di calcio e ex calciatore croato
- 4 maggio - Kike Boned, ex giocatore di calcio a 5 spagnolo
- 4 maggio - James Harrison, ex giocatore di football americano statunitense
- 4 maggio - Marek Novotný, pallavolista ceco
- 4 maggio - Daisuke Ono, doppiatore e cantante giapponese
- 4 maggio - Shaun Perry, rugbista a 15 britannico
- 4 maggio - Vladimíra Uhlířová, ex tennista ceca
- 5 maggio - Santiago Cabrera, attore cileno
- 5 maggio - Bréiner Castillo, ex calciatore colombiano
- 5 maggio - Mohamed Ali Diallo, ex calciatore burkinabé
- 5 maggio - Rashad Phillips, ex cestista statunitense
- 5 maggio - Riad Sattouf, fumettista e regista francese
- 5 maggio - Mus'ab Hasan Yusuf, agente segreto palestinese
- 6 maggio - John Abraham, ex giocatore di football americano statunitense
- 6 maggio - Tony Estanguet, ex canoista e dirigente sportivo francese
- 6 maggio - Nick Littlemore, musicista, cantante e produttore discografico australiano
- 6 maggio - Nuno Lopes, attore portoghese
- 6 maggio - Gregori J. Martin, regista, sceneggiatore e attore statunitense
- 6 maggio - Michaël Konan Mikayo, regista ivoriano
- 6 maggio - Riitta-Liisa Roponen, fondista finlandese
- 6 maggio - Brent Wright, ex cestista statunitense
- 7 maggio - Stian Arnesen, cantante e polistrumentista norvegese
- 7 maggio - Aleksandr Bašminov, ex cestista russo
- 7 maggio - James Carter, ex ostacolista statunitense
- 7 maggio - Shawn Marion, ex cestista statunitense
- 7 maggio - Antonella Marquis, ex sciatrice alpina italiana
- 7 maggio - Francesco Montervino, dirigente sportivo e ex calciatore italiano
- 7 maggio - Camillo Pace, contrabbassista, compositore e cantautore italiano
- 7 maggio - Andrej Prokunin, biatleta russo
- 7 maggio - Peter Wessels, ex tennista olandese
- 8 maggio - Melissa Carlton, nuotatrice australiana
- 8 maggio - Speedy Claxton, ex cestista statunitense
- 8 maggio - Alessandra D'Ettorre, ex ciclista su strada e pistard italiana
- 8 maggio - Matthew Davis, attore statunitense
- 8 maggio - Jang Woo-hyuk, cantante sudcoreano
- 8 maggio - Tatsuya Kawajiri, artista marziale misto giapponese
- 8 maggio - Sandra Kleinová, ex tennista ceca
- 8 maggio - Lucimar Ferreira da Silva, ex calciatore brasiliano
- 8 maggio - Josie Maran, modella e attrice statunitense
- 8 maggio - Cindy Parlow Cone, ex calciatrice, allenatrice di calcio e dirigente sportiva statunitense
- 8 maggio - Gio Pika, rapper georgiano
- 8 maggio - Yumilka Ruiz, pallavolista cubana
- 8 maggio - Joscha Sauer, fumettista tedesco
- 8 maggio - Bashir Shalash, poeta, scrittore e giornalista palestinese
- 8 maggio - Danilo Turcios, ex calciatore honduregno
- 9 maggio - Bebe, cantautrice e attrice spagnola
- 9 maggio - Baron Chen, attore e modello taiwanese
- 9 maggio - Leandro Cufré, allenatore di calcio e ex calciatore argentino
- 9 maggio - Santiago Dellapè, ex rugbista a 15 italiano
- 9 maggio - Daniel Franzese, attore statunitense
- 9 maggio - Aaron Harang, giocatore di baseball statunitense
- 9 maggio - Galib Jafarov, ex pugile kazako
- 9 maggio - Danilo Leva, politico italiano
- 9 maggio - Radek Opršal, ex calciatore ceco
- 9 maggio - Massimo Paci, allenatore di calcio e ex calciatore italiano
- 9 maggio - Chris Porter, ex cestista statunitense
- 9 maggio - Marwan al-Shehhi, terrorista emiratino († 2001)
- 10 maggio - Nayef Al Khater, ex calciatore qatariota
- 10 maggio - Nausicaa Giulia Bianchi, fotografa italiana
- 10 maggio - César Caneda, ex calciatore spagnolo
- 10 maggio - Carles Castillejo, mezzofondista e maratoneta spagnolo
- 10 maggio - Bruno Cheyrou, ex calciatore francese
- 10 maggio - Mithat Demirel, ex cestista e dirigente sportivo tedesco
- 10 maggio - Corri English, attrice statunitense
- 10 maggio - Patrik Fredholm, ex calciatore svedese
- 10 maggio - Todd Gloria, politico statunitense
- 10 maggio - Wade Helliwell, ex cestista australiano
- 10 maggio - Marcelo Moretto, ex calciatore brasiliano
- 10 maggio - Reinaldo Navia, ex calciatore cileno
- 10 maggio - Krisztina Papp, ex cestista ungherese
- 10 maggio - Cosimo Petraroli, politico italiano
- 10 maggio - Lalla Salma, marocchina
- 10 maggio - Kenan Thompson, attore e doppiatore statunitense
- 10 maggio - Gaetano Vastola, allenatore di calcio e ex calciatore italiano
- 10 maggio - Daisuke Yamai, ex giocatore di baseball e allenatore di baseball giapponese
- 10 maggio - Marcelien de Koning, ex velista olandese
- 10 maggio - Gürgen Öz, attore turco
- 11 maggio - Anvar Berdiev, allenatore di calcio e ex calciatore uzbeko
- 11 maggio - Ima, cantante canadese
- 11 maggio - Marc Bircham, allenatore di calcio e ex calciatore inglese
- 11 maggio - Laetitia Casta, supermodella e attrice francese
- 11 maggio - Antonio Colom, ex ciclista su strada spagnolo
- 11 maggio - Vidas Ginevičius, ex cestista e allenatore di pallacanestro lituano
- 11 maggio - Perttu Kivilaakso, violoncellista finlandese
- 11 maggio - Aneta Konieczna, canoista polacca
- 11 maggio - Siniša Kovačević, ex cestista bosniaco
- 11 maggio - Gonçalo Malheiro, ex rugbista a 15 e ingegnere portoghese
- 11 maggio - Aaron Olson, ex cestista canadese
- 11 maggio - Juvic Pagunsan, golfista filippino
- 11 maggio - Richard B. Spencer, giornalista e politico statunitense
- 11 maggio - Đào Thiên Hải, scacchista vietnamita
- 12 maggio - Aaron Abrams, attore e sceneggiatore canadese
- 12 maggio - Malin Åkerman, attrice svedese
- 12 maggio - Jason Biggs, attore statunitense
- 12 maggio - Javier Calleja, allenatore di calcio e ex calciatore spagnolo
- 12 maggio - Sergio Gerasi, fumettista e musicista italiano
- 12 maggio - Chris Hovan, ex giocatore di football americano statunitense
- 12 maggio - Lidia Kopania, cantante polacca
- 12 maggio - Yurïý Krotov, ex calciatore kazako
- 12 maggio - Manuela Monticelli, ex cestista italiana
- 12 maggio - Harutaka Ōno, ex calciatore giapponese
- 12 maggio - Janne Räsänen, ex calciatore finlandese
- 12 maggio - Hossein Rezazadeh, ex sollevatore iraniano
- 13 maggio - Mike Bibby, ex cestista e allenatore di pallacanestro statunitense
- 13 maggio - Patrick Hughes, regista, sceneggiatore e montatore australiano
- 13 maggio - Milivoje Lazić, cestista e allenatore di pallacanestro serbo
- 13 maggio - Youssef Mariana, ex calciatore marocchino
- 13 maggio - Serghei Pogreban, ex calciatore moldavo
- 13 maggio - Lucas Valdemarín, ex calciatore argentino
- 14 maggio - Sébastien Bellin, ex cestista e dirigente sportivo brasiliano
- 14 maggio - Giorgio Careccia, attore italiano
- 14 maggio - Alex Ebert, cantante e compositore statunitense
- 14 maggio - Eddie House, ex cestista statunitense
- 14 maggio - Assunta Legnante, pesista e discobola italiana
- 14 maggio - Valentina Lodovini, attrice italiana
- 14 maggio - André Macanga, allenatore di calcio e ex calciatore angolano
- 14 maggio - Jairo Martínez, ex calciatore honduregno
- 14 maggio - Lee McCulloch, allenatore di calcio e ex calciatore scozzese
- 14 maggio - Dejan Mihevc, allenatore di pallacanestro sloveno
- 14 maggio - Chie Nakamura, doppiatrice giapponese
- 14 maggio - Jeff Sarwer, scacchista e giocatore di poker canadese
- 14 maggio - Julien Simon-Chautemps, ingegnere francese
- 14 maggio - Elisa Togut, ex pallavolista italiana
- 14 maggio - Marco Torrieri, ex velocista italiano
- 14 maggio - Gustavo Varela, ex calciatore uruguaiano
- 15 maggio - Sébastien Chabbert, ex calciatore francese
- 15 maggio - Amy Chow, ex ginnasta statunitense
- 15 maggio - Dwayne De Rosario, ex calciatore canadese
- 15 maggio - Yohan Demont, ex calciatore francese
- 15 maggio - Caroline Dhavernas, attrice canadese
- 15 maggio - Andrea Fazioli, scrittore svizzero
- 15 maggio - Carolina Felline, attrice italiana
- 15 maggio - Krzysztof Ignaczak, ex pallavolista polacco
- 15 maggio - Kōsei Inoue, judoka giapponese
- 15 maggio - David Krumholtz, attore statunitense
- 15 maggio - Egoi Martínez, ex ciclista su strada spagnolo
- 15 maggio - Mounia Meddour, regista algerina
- 15 maggio - Pablo Niño, ex calciatore spagnolo
- 15 maggio - Tommaso Plateo, ex cestista italiano
- 15 maggio - Hideki Sahara, ex calciatore giapponese
- 15 maggio - Arturo Scotto, politico italiano
- 15 maggio - Akihiro Tabata, ex calciatore giapponese
- 15 maggio - Krissy Taylor, supermodella statunitense († 1995)
- 15 maggio - Constantino Zaballa, ex ciclista su strada e ciclocrossista spagnolo
- 16 maggio - Giuliano Covezzi, pilota motociclistico italiano
- 16 maggio - Eduardo César Gaspar, dirigente sportivo e ex calciatore brasiliano
- 16 maggio - Leonardo Gutiérrez, allenatore di pallacanestro e ex cestista argentino
- 16 maggio - Álvaro Novo, ex calciatore spagnolo
- 16 maggio - Shantia Owens, ex cestista statunitense
- 16 maggio - Dina Rae, cantante statunitense
- 16 maggio - Lionel Scaloni, allenatore di calcio e ex calciatore argentino
- 16 maggio - Jim Sturgess, attore britannico
- 16 maggio - Paolo Valeri, ex arbitro di calcio italiano
- 16 maggio - Carlos Wheeler, ex cestista statunitense
- 16 maggio - Okan Yılmaz, ex calciatore turco
- 16 maggio - Rupert Young, attore britannico
- 16 maggio - Ol'ga Zajceva, ex biatleta russa
- 17 maggio - Christian Berg, ex calciatore norvegese
- 17 maggio - Lisa Brennan-Jobs, scrittrice statunitense
- 17 maggio - Christian Callejas, ex calciatore uruguaiano
- 17 maggio - Alexander Forsberg, ex calciatore norvegese
- 17 maggio - Kat Foster, attrice statunitense
- 17 maggio - Prosper Karangwa, ex cestista e dirigente sportivo burundese
- 17 maggio - Paddy Kenny, allenatore di calcio e ex calciatore irlandese
- 17 maggio - Moreno Merenda, allenatore di calcio e ex calciatore svizzero
- 17 maggio - Ľubomír Mick, ex slittinista slovacco
- 17 maggio - Jenny Owens, ex sciatrice alpina e sciatrice freestyle australiana
- 17 maggio - Gaia Straccamore, ballerina italiana
- 17 maggio - Toyotarō, fumettista giapponese
- 17 maggio - Norihiro Yamagishi, calciatore giapponese
- 18 maggio - Ricardo Carvalho, allenatore di calcio e ex calciatore portoghese
- 18 maggio - Matteo Dall'Osso, politico e attivista italiano
- 18 maggio - Chad Donella, attore canadese
- 18 maggio - Genís García, ex calciatore andorrano
- 18 maggio - Hélton, allenatore di calcio e ex calciatore brasiliano
- 18 maggio - Masasumi Kakizaki, fumettista giapponese
- 18 maggio - Charles Kamathi, mezzofondista e maratoneta keniota
- 18 maggio - Walter Moreno, ex calciatore colombiano
- 18 maggio - Hiroshi Morita, ex calciatore giapponese
- 18 maggio - Hind R. Boukli, regista francese
- 18 maggio - Yamirka Rodríguez, schermitrice cubana
- 18 maggio - Agnieszka Smoczyńska, regista polacca
- 19 maggio - Nicolás Arispe, illustratore e scrittore argentino
- 19 maggio - Koray Avcı, ex calciatore turco
- 19 maggio - Marcus Bent, ex calciatore inglese
- 19 maggio - Daniel Betti, ex pugile italiano
- 19 maggio - Christian Murro, ex ciclista su strada italiano
- 19 maggio - Paolo Santambrogio, fotografo e regista italiano
- 19 maggio - Tomáš Sluka, ex giocatore di calcio a 5 ceco
- 19 maggio - Greg Steube, politico statunitense
- 19 maggio - Ėduard Tjukin, ex sollevatore russo
- 19 maggio - Julián Viáfara, ex calciatore colombiano
- 20 maggio - Harold Blackmon, ex giocatore di football americano statunitense
- 20 maggio - Ruben Boumtje-Boumtje, ex cestista camerunese
- 20 maggio - Guerlain Chicherit, ex sciatore e pilota automobilistico francese
- 20 maggio - Schea Cotton, ex cestista statunitense
- 20 maggio - Mike Flanagan, regista, sceneggiatore e montatore statunitense
- 20 maggio - Pavla Hamáčková, astista ceca
- 20 maggio - Martin Lopez, batterista svedese
- 20 maggio - Nils Schumann, mezzofondista tedesco
- 21 maggio - Bruno Basto, ex calciatore portoghese
- 21 maggio - David Calder, canottiere canadese
- 21 maggio - Francesco Critelli, politico italiano
- 21 maggio - Jamaal Magloire, ex cestista e allenatore di pallacanestro canadese
- 21 maggio - Radomil Rous, pilota motociclistico ceco
- 21 maggio - Katharina Wagner, regista teatrale tedesca
- 21 maggio - Brendan Williams, ex rugbista a 15 australiano
- 22 maggio - Alessandra Balletto, giornalista italiana
- 22 maggio - Alessandro Bissa, batterista italiano
- 22 maggio - Ginnifer Goodwin, attrice statunitense
- 22 maggio - Leopoldo Jiménez, ex calciatore venezuelano
- 22 maggio - Edvinas Lukoševičius, ex calciatore lituano
- 22 maggio - Alejandro Patronelli, pilota motociclistico argentino
- 22 maggio - Katie Price, personaggio televisivo, scrittrice e modella britannica
- 22 maggio - Kitwana Rhymer, ex cestista americo-verginiano
- 22 maggio - J. D. Williams, attore statunitense
- 22 maggio - Dave Zafarin, ex calciatore olandese
- 23 maggio - Mahmut Altay, lottatore turco
- 23 maggio - Benoît Beaufils, nuotatore artistico francese
- 23 maggio - Dario Dabac, allenatore di calcio e ex calciatore croato
- 23 maggio - Filippo Gagliardo, ex cestista italiano
- 23 maggio - Gerardo Galindo, ex calciatore messicano
- 23 maggio - Monica Giandotti, giornalista e conduttrice televisiva italiana
- 23 maggio - Otrjadyn Gündėgmaa, tiratrice a segno mongola
- 23 maggio - Jonathan Jäger, ex calciatore francese
- 23 maggio - Ken Lacey, ex cestista statunitense
- 23 maggio - Antoine Merlino, ex giocatore di calcio a 5 olandese
- 23 maggio - Christian Monzon, modello statunitense
- 23 maggio - Graciela Márquez, pallavolista venezuelana
- 23 maggio - Eliana Patelli, maratoneta italiana
- 23 maggio - Čedomir Pavičević, ex calciatore serbo
- 23 maggio - Scott Raynor, batterista statunitense
- 23 maggio - Karin Truppe, ex sciatrice alpina austriaca
- 24 maggio - Brian Ching, dirigente sportivo, allenatore di calcio e ex calciatore statunitense
- 24 maggio - Paulo Filho, artista marziale misto brasiliano
- 24 maggio - Serena Garitta, personaggio televisivo italiano
- 24 maggio - Bryan Greenberg, attore e musicista statunitense
- 24 maggio - Johan Holmqvist, hockeista su ghiaccio svedese
- 24 maggio - Shalrie Joseph, allenatore di calcio e ex calciatore grenadino
- 24 maggio - Erick Kiptoon, ex maratoneta keniota
- 24 maggio - Marinos Satsias, allenatore di calcio e ex calciatore cipriota
- 24 maggio - Zsolt Varga, pallanuotista ungherese
- 24 maggio - Nicola Ventola, ex calciatore italiano
- 24 maggio - Luca Verdecchia, velocista italiano
- 24 maggio - Zakaria Zerouali, calciatore marocchino († 2011)
- 25 maggio - Cory Arcangel, artista statunitense
- 25 maggio - Sebastián Carrera, ex calciatore argentino
- 25 maggio - Diego Epifanio, allenatore di pallacanestro spagnolo
- 25 maggio - Adrián García, ex tennista cileno
- 25 maggio - Adam Gontier, cantautore e chitarrista canadese
- 25 maggio - Derlis Aníbal González, ex calciatore paraguaiano
- 25 maggio - Lee Jeong-jin, attore sudcoreano
- 25 maggio - Kinga Maculewicz, pallavolista polacca
- 25 maggio - Christian Petersen, ex calciatore norvegese
- 25 maggio - Evgenij Vladimirovič Petrov, ex ciclista su strada e dirigente sportivo russo
- 25 maggio - Tanja Pieren, ex sciatrice alpina svizzera
- 25 maggio - Ciro Davide Rizzo, giocatore di biliardo italiano
- 25 maggio - Brian Urlacher, ex giocatore di football americano statunitense
- 25 maggio - Olena Žeržerunova, ex cestista ucraina
- 26 maggio - Miroslav Barčík, allenatore di calcio e calciatore slovacco
- 26 maggio - Phil Elverum, cantautore e produttore discografico statunitense
- 26 maggio - Roberto Emanuelli, scrittore italiano
- 26 maggio - Fabio Firmani, dirigente sportivo e ex calciatore italiano
- 26 maggio - Laurence Fox, attore britannico
- 26 maggio - Benji Gregory, attore e doppiatore statunitense († 2024)
- 26 maggio - Tang Hamilton, ex cestista statunitense
- 26 maggio - Huang Yong, ex calciatore cinese
- 26 maggio - Nebojša Jelenković, ex calciatore serbo
- 26 maggio - Mauro Mancini, regista e sceneggiatore italiano
- 26 maggio - Rafael Olarra, ex calciatore cileno
- 26 maggio - Ana Paula Oliveira, arbitro di calcio brasiliana
- 26 maggio - Dan Parks, ex rugbista a 15 australiano
- 26 maggio - Adam Robitel, regista statunitense
- 26 maggio - Baby Gabi, cantante ungherese
- 26 maggio - Reinaldo Ventura, hockeista su pista portoghese
- 26 maggio - Céline Widmer, politologa e politica svizzera
- 27 maggio - Jacques Abardonado, dirigente sportivo, allenatore di calcio e ex calciatore francese
- 27 maggio - Hugo Armando, ex tennista statunitense
- 27 maggio - Adin Brown, ex calciatore statunitense
- 27 maggio - Edoardo De Bernardis, coreografo italiano
- 27 maggio - Tomoe Kato, ex calciatrice giapponese
- 27 maggio - Brad Peyton, regista, sceneggiatore e produttore cinematografico canadese
- 27 maggio - Cindy Sampson, attrice canadese
- 27 maggio - Phạm Đoan Trang, attivista, blogger e scrittrice vietnamita
- 27 maggio - Jiri Vlcek, canottiere italiano
- 27 maggio - Xin Feng, ex calciatore cinese
- 28 maggio - Ferréol Cannard, ex biatleta francese
- 28 maggio - Jimmy Casper, dirigente sportivo e ex ciclista su strada francese
- 28 maggio - Jake Johnson, attore e sceneggiatore statunitense
- 28 maggio - Renato Lamas Pinto, ex cestista brasiliano
- 28 maggio - Dariusz Sztylka, ex calciatore polacco
- 28 maggio - Andrea Tarabbia, scrittore italiano
- 28 maggio - Sylvie Tellier, modella francese
- 28 maggio - Ernesto Terra, ex calciatore italiano
- 29 maggio - Pelle Almqvist, musicista e cantante svedese
- 29 maggio - Sébastien Grosjean, ex tennista e allenatore di tennis francese
- 29 maggio - Filipe Martins, allenatore di calcio e ex calciatore portoghese
- 29 maggio - Lorenzo Odone, statunitense († 2008)
- 29 maggio - Carlos Paez, ex calciatore honduregno
- 29 maggio - Bryan Rice, cantautore danese
- 29 maggio - Seveci Rokotakala, ex calciatore figiano
- 29 maggio - Tom Rothrock, ex sciatore alpino statunitense
- 29 maggio - Xavier Rudd, cantautore e polistrumentista australiano
- 29 maggio - Stefano Scotto di Luzio, allenatore di pallacanestro italiano
- 30 maggio - Leonardo Azzaro, ex tennista italiano
- 30 maggio - Hakim Ben El Hadj, arbitro di calcio francese
- 30 maggio - Tomomi Fujimura, ex calciatrice giapponese
- 30 maggio - Mirko Gerbi, ex pallavolista italiano
- 30 maggio - Natallja Helach, canottiera bielorussa
- 30 maggio - K'naan, rapper somalo
- 30 maggio - Lyoto Machida, artista marziale misto brasiliano
- 30 maggio - Heinz Müller, ex calciatore tedesco
- 30 maggio - Randy Napoleon, chitarrista, compositore e arrangiatore statunitense
- 30 maggio - Nicolás Olivera, ex calciatore uruguaiano
- 31 maggio - Daniel Bekono, ex calciatore camerunese
- 31 maggio - Noah Buschel, regista e sceneggiatore statunitense
- 31 maggio - Christopher Carley, attore statunitense
- 31 maggio - Matt Cavenaugh, attore e cantante statunitense
- 31 maggio - Liraz Charhi, cantante e attrice israeliana
- 31 maggio - Sara Duterte, politica filippina
- 31 maggio - Francesco Zicchieri, politico italiano
- 31 maggio - David Knight, pilota motociclistico mannese
- 31 maggio - Julie Mahoney, schermitrice canadese
- 31 maggio - Javier Martínez Miranda, ex cestista paraguaiano
- 31 maggio - Eric Moussambani, nuotatore equatoguineano
- 31 maggio - Roberto Núñez, ex cestista spagnolo
- 31 maggio - Alen Orman, ex calciatore bosniaco
- 31 maggio - Anna Ternheim, cantautrice svedese
- 31 maggio - Aleksej Zagornyj, martellista russo